# Dactylorhiza drucei
Dactylorhiza drucei är en orkidéart som först beskrevs av Aimée Antoinette Camus, och fick sitt nu gällande namn av Ined.. Dactylorhiza drucei ingår i Handnyckelsläktet som ingår i familjen orkidéer. Inga underarter finns listade i Catalogue of Life.